# Salisbury Highway

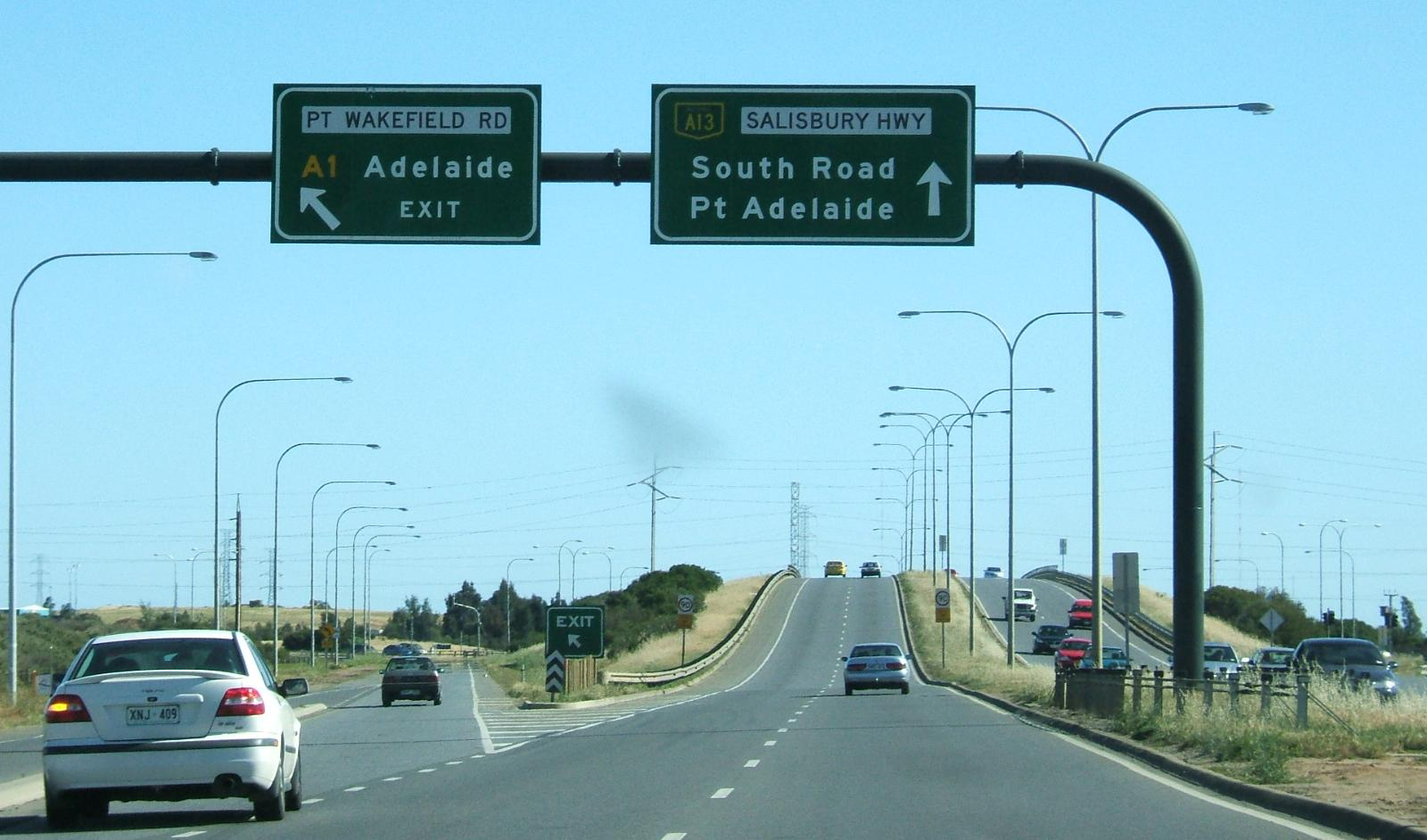
Kreuzung des Salisbury Highway und der Port Wakefield Road, Richtung Südwesten

Der Salisbury Highway ist eine Stadtautobahn in den nördlichen Vororten von Adelaide im Zentrum des australischen Bundesstaates South Australia. Er verbindet den Main North Road in Elizabeth Vale mit dem Port River Expressway und der South Street in Wingfield.

## Verlauf
Der Highway ist als vierspurige Straße ausgebaut. Er zweigt als John Rice Avenue mit der Bezeichnung Staatsstraße A13 in Elizabeth Vale von der Main North Road (A52) nach Westen ab.und passiert den Vorort Salisbury westlich. Ab diesem Punkt wird er als Salisbury Highway bezeichnet. Er verläuft parallel zur Main North Road nach Südwesten, kreuzt die Kings Road (A18) und erreicht die Port Wakefield Road (NA1). Ab dort wird der Salisbury Highway als Nationalstraße A13 geführt. Er setzt sich zunächst weiter nach Südwesten, entlang den Salzgärten des Barker Inlets, fort und biegt dann nach Westen ab. Am westlichen Ende der Salzgärten endet er und geht in den Port River Expressway (A9) über.
Die Nationalstraße A13 führt als South Street nach Süden und erhält ab der Kreuzung mit der Grand Junction Road (A16) ihre Bezeichnung Staatsstraße A13 zurück.

## Wichtige Kreuzungen
- Beginn an der Main North Road : Elizabeth Vale als John Rice Avenue
- Phillip Highway: Salisbury Park
- Commercial Road: Salisbury – weiter als Salisbury Highway
- Park Terrace / Waterloo Corner Road: Salisbury
- Kings Road : Parafield Gardens
- Port Wakefield Road : Dry Creek – weiter als
- Endet an der Kreuzung mit der South Road  und dem Port River Expressway : Wingfield